# 卡米拉·巴列霍

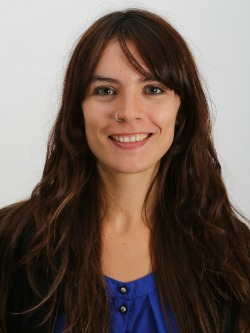
卡米拉·巴列霍

卡米拉·安东妮娅·阿玛兰塔·巴列霍·道灵（西班牙語：Camila Antonia Amaranta Vallejo Dowling；1988年4月28日—）是智利的一个地理学者和政治家。她是智利共产党的成员。她曾是2011年—2013年智利学生抗议的主要领导人之一，当时她担任智利大学学生联合会主席和智利学生联盟的主要发言人。2014年起，她任代表圣地亚哥的拉弗罗里达选区（第26选区）的智利众议院议员。2022年起，任智利政府部长总秘书处秘书长。